# Ernst Gebendinger
Ernst Gebendinger (né le 10 février 1926 à Winterthour et mort le 23 mai 2017 dans la même ville) est un gymnaste suisse.

## Palmarès

### Jeux olympiques
- Helsinki 1952
  -  Médaille d'argent au concours par équipes.

### Championnats du monde
- Championnats du monde de gymnastique artistique 1950
  -  Médaille d'or au concours par équipes
  -  Médaille d'or au sol
  -  Médaille d'or au sol[2].